# Chiselet
Chiselet is een gemeente in het Roemeense district Călărași en ligt in de regio Muntenië in het zuidoosten van Roemenië. De gemeente telt 3583 inwoners (2002).
De Donau die in de lente van 2006 buiten zijn oevers trad zorgde voor veel vernielingen van gebouwen in Chiselet.

## Geografie
Chiselet ligt in het zuiden van Călărași. De oppervlakte van de gemeente bedraagt 60,93 km².

## Demografie
In 2002 had de gemeente 3583 inwoners. Volgens berekeningen van World Gazetteer telt Chiselet in 2007 ongeveer 3501 inwoners. De beroepsbevolking is 1292. Er bevinden zich 1276 huizen in de gemeente.

## Politiek
De burgemeester van Chiselet is Mihai Penu.

## Onderwijs
Er zijn twee kinderdagverblijven en twee scholen in de gemeente.

## Toerisme
In Chiselet wordt veel sportgevist. Een toeristische attractie is de 19e-eeuwse kerk "De Inslaping van Gods Moeder"
Alexandru Odobescu · Belciugatele · Borcea · Căscioarele · Chirnogi · Chiselet · Ciocănești · Curcani · Cuza Vodă · Dichiseni · Dor Mărunt · Dorobanțu · Dragalina · Dragoș Vodă · Frăsinet · Frumușani · Fundeni · Grădiştea · Gurbănești · Ileana · Independenţa · Jegălia · Lehliu · Luica · Lupșanu · Mânăstirea · Mitreni · Modelu · Nana · Nicolae Bălcescu · Perișoru · Plătărești · Radovanu · Roseți · Sărulești · Sohatu · Șoldanu · Spanțov · Ștefan cel Mare · Ștefan Vodă · Tămădău Mare · Ulmeni · Ulmu · Unirea · Vâlcelele · Valea Argovei · Vasilați · Vlad Țepeș